# Cecilia Eusepi

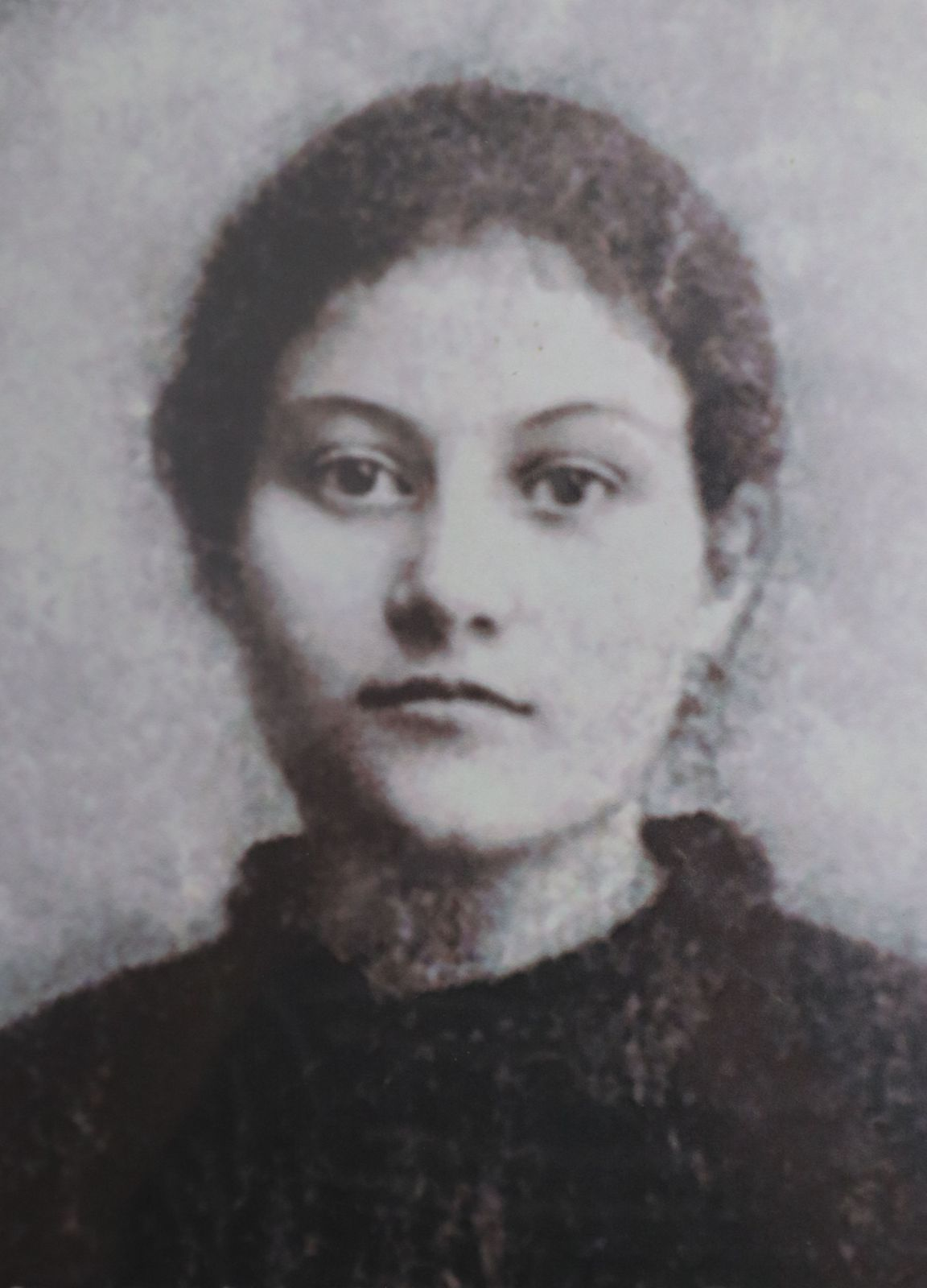
Cecilia Eusepi

Cecilia Eusepi (* 17. Februar 1910 in Monte Romano; † 1. Oktober 1928 in Nepi) war eine italienische Katholikin und Tertiarin des Servitenordens. Eusepi starb im Alter von 18 Jahren an Tuberkulose. Ihr spirituelles Vermächtnis sind ihre autobiographischen Tagebuchaufzeichnungen Storia di un Pagliaccio (dt. Geschichte eines Clowns), in dem sie ihren von Therese von Lisieux inspirierten Glaubensweg beschrieb.
Eusepi wurde 2012 von der römisch-katholischen Kirche in Nepi seliggesprochen.

## Leben
Cecilia Eusepi wurde in Monte Romano am 17. Februar 1910  geboren als letztes von elf Kindern. Sie wurde getauft am 26. Februar durch den Pfarrer Ugo Fulignoli. Ihr Vater verstarb im April 1910 nach schwerer Krankheit und vertraute auf dem Totenbett seine Ehefrau und seine Kinder dem Schwager Filippo Mannucci an. Seit 1915 lebte Eusepi auf dem Gutshof La Massa unweit von Nepi mit ihrer Mutter und den Geschwistern bei ihrem Onkel. Sie wurde gefirmt am 27. Mai 1917 durch Bischof Luigi Olivares. Ihre Erstkommunion war am 2. Oktober 1917.
Ab dem sechsten Lebensjahr besuchte Eusepi die Schule des Zisterzienserordens in Nepi. Sie habe jedoch schnell gemerkt, dass das Leben hinter Klostermauern nicht ihre Berufung sei. In der wenig entfernten Pfarrkirche lernte sie die Serviten kennen und trat dem Orden im 12. Lebensjahr als Tertiarin bei. Sie erkannte dort ihre Berufung, Missionarin zu werden und durchlief die Ausbildung bei den Serviten in Rom und Pistoia. Im Alter von 16 Jahren erkrankte sie an Tuberkulose und musste deshalb nach Nepi zurückkehren.
Zurück in Nepi musste Eusepi Demütigungen durch den neuen Gutsbesitzer von La Massa ertragen und litt an Einsamkeit. Trost habe ihr die Verehrung der Schmerzensmutter und die heilige Eucharistie gebracht. Es sprach sich herum, dass von dem Mädchen "das soviel leiden muss" eine Weisheit ausging und so erhielt sie Besuch von Pfarrern und Dorfbewohnern, die von ihr spirituelle Anregungen erbaten. Auf Weisung ihres Beichtvaters führte sie ein Tagebuch, das posthum veröffentlicht wurde.
Eusepi starb am 1. Oktober 1928 an ihrer Erkrankung. Dieser Tag war der Gedenktag der Therese von Lisieux. Eusepi schrieb in ihr Tagebuch, dass der Sterbetag ihr durch die Heilige in einem Traum vorausgesagt worden sei. 
1944 wurden Eusepis Gebeine vom örtlichen Friedhof in die Kirche San Tolomeo in Nepi übertragen.

## Glauben
Eusepi beschrieb die Quellen ihres Glaubens in ihrem Tagebuch: „Manchmal war ich ganz verwundert und fragte mich: Was konnte Jesus nur an mir finden, was war so faszinierend, dass er sich zu einem Nichts wie mir hingezogen fühlte, dass er mich so liebevoll umsorgte? Die einzige Antwort ist wohl: Meine absolute Schwachheit.“
„Eines Tages bekam ich die Geschichte der heiligen Therese vom Kinde Jesus in die Hand. Ich las sie in einem Atemzug und war zu Tränen gerührt. In Wirklichkeit habe ich nicht viel verstanden. Aber eines habe ich sofort begriffen: dass die Heiligkeit nicht in der Größe der Abtötungen, in der Größe und Außergewöhnlichkeit der Werke und Handlungen bestand. Von da an verstand ich: Ich komme zu Jesus auf dem kleinen, ja sehr kurzen Weg, den mir die kleine Therese vom Kinde Jesus gezeigt hat. Ich spürte tief in meinem Herzen, dass dies der Weg ist, den ich gehen musste.“

## Seligsprechung
Im Jahr 2010 leitete Papst Benedikt XVI. das Seligsprechungsverfahren für Cecilia Eusepi ein. Am 17. Juni 2012 wurde Eusepi in Nepi seliggesprochen.